# Fung Joe Guey

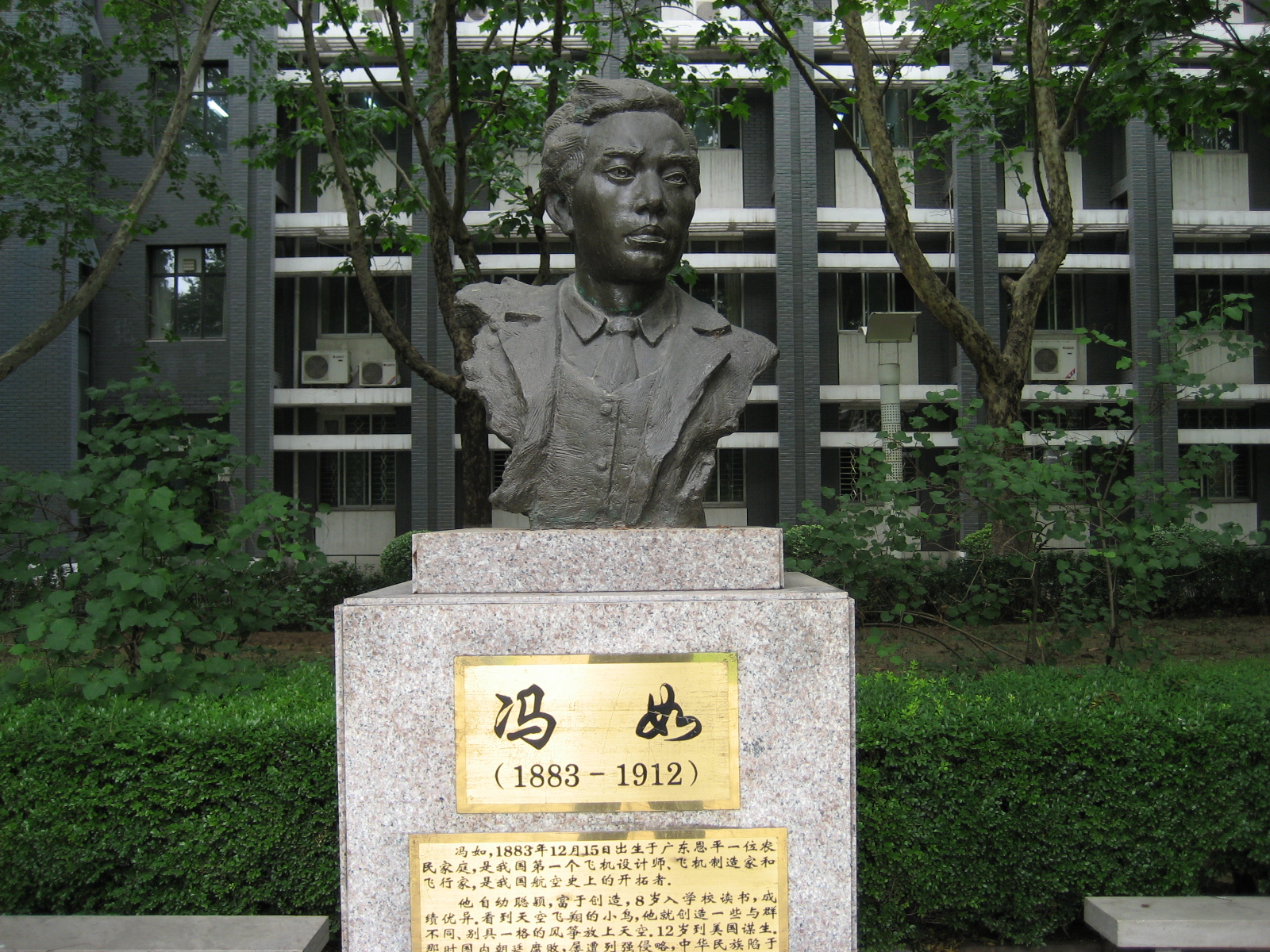
Busto de Fung Joe Guey en la Universidad de Beihang

Fung Yue, Fung Joe Guey, o Feng Ru (en chino tradicional, 馮如; en chino simplificado, 冯如; pinyin, Féng Rú; 1883–1912), fue un pionero de la aviación chino, originario de Enping, Provincia de Cantón.

## Biografía
Fung inmigró a los Estados Unidos con tan solo 12 años, viviendo y trabajando en varias partes de California antes de intentar instalarse en San Francisco en 1906, el mismo año en el que ocurrió el terremoto que devastó a la ciudad. El terremoto arruinó su plan, por lo cual decidió instalarse en Oakland (California). Fung estaba fascinado por el Wright Flyer de los Hermanos Wright, y como siempre estuvo interesado por la maquinaria, una de las primeras cosas que hizo al llegar a Oakland fue fundar una compañía aeronáutica, tan solo unos años después del primer vuelo de los Hermanos Wright.
Dos años después de fundar la compañía en 1908, Fung Yue construyó su primer avión e incluso fabricó su propio motor. El avión consistía en dos planos, de 25 pies de largo y 6 pies y 3 pulgadas de ancho, colocados uno encima de otro, conducidos por un motor de seis caballos de fuerza.
El 22 de septiembre de 1909 (aunque algunos periódicos indican que la fecha fue el 21). Fung se convirtió en el primer chino en volar por Estados Unidos (y el primer aviador de cualquier nacionalidad en volar en California y la costa oeste de los Estados Unidos). Fung construyó su propio biplano, mejorando técnicas de los Hermanos Wright. Fung voló en un amplio círculo, a pesar de los fuertes vientos. Sin embargo, después de veinte minutos, el cerrojo que sujetaba la hélice al eje se partió, y esta se detuvo, Fung sufrió tan solo unos pocos hematomas. La hazaña fue reportada en múltiples periódicos, entre ellos el San Francisco Call y el Oakland Tribune.
Fung regresó a China el 21 de marzo de 1911, tras recibir un pedido del revolucionario Sun Yat-sen, ya que este pretendía usar los aviones de Fung en la Revolución de Xinhai. Lo acompañaron seis residentes de Oakland y otro biplano diseñado por él.
Sin embargo, el 26 de agosto de 1912, Fung falleció cuando su avión se estrelló durante una exhibición, en frente a mil espectadores. Sun Yat-sen insistió en que fuera enterrado en el Mausoleo de los 72 mártires de Huanghuagang, y que en su lápida estuviera escrito "Pionero de la aviación china".

## Legado
El 21 de septiembre de 2009, se inauguró un busto de bronce de Fung en Laney College, Oakland, donde antiguamente funcionaban sus talleres, cerca del barrio chino de la ciudad.
Un libro titulado Dragonwings esta parcialmente basado en su vida.